# Teledifusora Paraguaya
Teledifusora Paraguaya también conocida como Grupo Chena es un grupo comunicacional dirigido por el empresario Christian Chena, que contiene a la radio 1000 AM, 1000 TV, Memories 97.5 FM, Memories TV, Chena Ventures del Paraguay, Resumen de Noticias y El Teatro Latino.
Fue fundada el 11 de febrero de 1981 por Nicolas Bo Parodi conformando los medios, Canal 13 (actualmente Trece), Radio Cardinal FM 92.3 (actualmente extinto), Diario Noticias (actualmente extinto) y Radio Cardinal 730 AM (actualmente Radio ABC 730 AM).

## Trece
El 11 de febrero de 1981, el empresario Nicolás Bo Parodi inauguraba Teledifusora Paraguaya S.A. Canal 13, segundo canal de aire instalado en el país, y el primer canal que transmitía su programación en color. En octubre de 2007 cuando el canal estaba en una crisis económica y cerca de la quiebra del canal, la familia López Moreira, herederos de Nicolás Bo vendieron el 80% del canal a Christian Alfredo Chena Núñez, un joven empresario de páginas web del país. En enero de 2008 Chena compró el 100% del canal. Radio Cardinal FM, ubicada anteriormente en la frecuencia 92.3 del dial, fue incorporada al grupo en 1987, naciendo en ese entonces la denominada Red Privada de Comunicación, que junto con Canal 13 y el Diario Noticias, conformaron así un conglomerado de medios. En 1991 el grupo creció aún más con la adquisición y salida al aire de Radio Cardinal AM en la frecuencia 730, con una potencia de 50 kilovatios que hasta hoy día se constituye en la radio de mayor alcance y potencia en todo el territorio nacional y América Latina. En 2013 se oficializó la llegada de la marca internacional de radio LOS40 a Paraguay en la 92.3 FM, sustituyendo así a Cardinal Romance.
Con el estreno de la película El peón, el 25 de mayo de 2014 el grupo Chena cedió el 25% de las acciones, a manos de Díaz e Hijos, S.A.; propietario del Hipermercado Luisito.
En noviembre de 2015, el Grupo Chena solicitó a la Conatel la autorización para iniciar la transferencia del enlace y la licencia de Cardinal AM a favor de la Editorial Azeta S.A. El 2 de diciembre de 2015 se dio a conocer la nota que envió la Comisión Nacional de Telecomunicaciones (Conatel) mediante la cual el presidente interino del ente, Oscar Campuzano, autorizó a los directivos de Teledifusora Paraguaya S.A., el Grupo Chena, la transferencia a favor del grupo Zuccolillo del enlace estudio-planta transmisora y la licencia de servicio de Radiodifusión Sonora con Modulación en Amplitud, que fue otorgada a Teledifusora Paraguaya S.A. en diciembre de 1990 y renovada en mayo de 2013.
Actualmente los estudios de la radio se encuentran en el mismo predio del diario ABC Color (Yegros 745, Asunción), la radio lleva el nombre de ABC Cardinal 730 AM.
A partir del 11 de enero de 2016, Canal 13 pasó a llamarse Red Paraguaya de Comunicación, cambiando por completo la imagen del canal teniendo un enfoque mayoritariamente informativo.
El 12 de enero de 2017, Christian Chena llegó a un acuerdo de transferencia de activos con el Grupo JBB, dirigido por Javier Bernardes, el cual está pendiente de aprobación por parte de la Conatel. A partir del mes de marzo con las transmisiones de los partidos del Sudamericano Sub-17, el canal ya forma parte de dicho grupo.
A partir de ese entonces la empresa Teledifusora Paraguaya S.A. no es dueña o tiene relación alguna con Canal 13.
Y también desde marzo de 2017 es operada por Unicanal S.A.
A partir del 19 de septiembre de 2017 Trece inicia transmisiones por la TDT en la Ciudad de Asunción y Área Metropolitana por el canal 27 Digital en la frecuencia UHF.

## Diario Extra Press
El diario Extra, creado por el Grupo Chena, salió a la venta el 10 de noviembre de 2014.
Las acciones del diario fueron transferidas al Grupo A.J. Vierci en diciembre de 2016.

## EPA!: Espectáculos, Primicias y Algo Más
Tras la venta del portafolio de páginas de internet de Chena Ventures Paraguay S.A.; tiene un sitio de internet sobre el espectáculo: Espectáculos, Primicias y Algo Más (EPA).
EPA pasó a manos de Spirads S.A. en 2020.

## Cardinal AM
Radio Cardinal AM es una de las emisoras de radio con mayor alcance en todo el país y en toda América Latina. Fue fundada el 7 de mayo de 1991.
A fines de 2015 la emisora pasa a manos de Aldo Zuccolillo, director del diario ABC Color gracias a un acuerdo entre el Grupo Chena, y autorizado por la Conatel. A partir del 1 de enero de 2016 pasa a llamarse Radio ABC Cardinal.

## Cardinal FM
Cardinal FM o Cardinal Romance fue fundada el 1 de septiembre de 1981 e ingresó al grupo en 1987 con el dial "92.3". Su especialidad eran las músicas del género romántico.
El 29 de junio de 2013 el dial de Cardinal Romance "92.3", pasa a ser de LOS40, primera cadena de radio musical en Hispanoamérica. La frecuencia fue vendida al Centro Familiar de Adoración (CFA) el 30 de septiembre de 2020, LOS40 dejó de existir a las 23:59 hs siendo su última canción "La Curiosidad" de Jay Wheeler, a las 0:00 del 1 de octubre de 2020, se lanzó "GO Radio" en su señal experimental hasta enero de 2021 donde se emitió su señal regular.

## Romance 104.5 FM
En agosto de 2017, la esencia de Cardinal Romance vuelve al aire en Romance 104.5 FM después que Chena comprara Radio Circo 104.5,
El 6 de noviembre del 2017 se dio inicio a los programas de la radio con voces netamente femeninas, entre las que se destacaban: Lucía Sapena, Gisella Cassettai, Ruth Ramírez y Dulce Banti. El 29 de junio de 2018 Gisella abandona la emisora e ingresa en su lugar Fadua Huespe. En 2020 se concretó el traspaso de la emisora a manos de la Megacadena de Comunicación, de la familia Harrison.

## Chena TV
Chena TV es una organización dentro del esquema de producción. Actualmente cuenta con dos producciones al aire: Amos del fuego en el SNT y Polémica en el Bar Paraguay en Latele.

## 1000 AM
En octubre de 2018 se hizo oficial el traspaso de Radio 1000 AM a manos de Christian Chena, gracias a un acuerdo con la anterior propietaria Mina Feliciángeli y avalado por la Conatel. El 28 de diciembre de 2023 se lanzó su versión en televisión solo en Tigo Star la señal 1000 TV.

## Memories 97.5
A mediados de 2021, Luego de las ventas de las radioemisoras de Los 40 Principales Paraguay y Romance FM, Christian Chena compró Radio Yvytu FM 97.5 así relanzando como Radio Memories 97.5 FM transmitiendo música contemporánea clásicas cómo rock, pop, heavy metal, etc. El 28 de diciembre de 2023 se lanzó su versión en televisión solo en Tigo Star la señal Memories TV emitiendo vídeos musicales.

## RDN Resumen de Noticias
Es una página web fundada en 2017 luego de vender la página web de paraguay.com al Grupo Vierci en 2012 dedicado a las noticias del momento.

## Clasipar.com
Clasipar.com fue lanzada en 2007 pero se lanzó finalmente en el mercado el 1 de septiembre de 2009 y en noviembre de 2012 fue comprada por el Grupo Vierci formando parte de Servicios Digitales S.A.

## Paraguay.com
Paraguay.com fue fundada en 2010 y fue la página que subía los episodios de La Mansión de los Políticos en noviembre de 2012 fue vendida al Grupo Vierci formando parte de Servicios Digitales S.A.

## Teatro Latino
El teatro fue fundado por Nicolás Bo en los años 80s aquí se grababan los programas de Camino al éxito, en el año 2007 fue vendida a Shine Media Group propiedad de Domingo Coronel y Tony Apuril y en el 2014 fue nuevamente recomprado por Teledifusora paraguaya s.a por Christian Chena.